# Шагарове (Курський район)
Шагарове (рос. Шагарово) — присілок в Курському районі Курської області Російської Федерації.
Населення становить 120 осіб. Входить до складу муніципального утворення Ноздрачівська сільрада.

## Історія
Населений пункт розташований на території українського етнічного та культурного краю Східна Слобожанщина.
Від 2004 року входить до складу муніципального утворення Ноздрачівська сільрада.

## Населення
| 2002 | 2010 |
| ---- | ---- |
| 114  | ↗120 |